# Charlotte Staples Lewis
Charlotte Staples Lewis è un personaggio della serie televisiva Lost, interpretata da Rebecca Mader. Fa parte dell'equipaggio del cargo arrivato sull'isola per catturare Benjamin Linus. Il suo nome è un tributo allo scrittore Clive Staples Lewis, famoso soprattutto per aver scritto Le cronache di Narnia. Originariamente il suo personaggio doveva essere americano; è stato cambiato in inglese dopo che i produttori sono rimasti impressionati dall'accento usato dall'attrice stessa durante la sua audizione.
Charlotte arriva sull'isola il 23 dicembre 2004 e poco dopo viene presa in ostaggio da Locke finché quest'ultimo viene a conoscenza della missione di Charlotte. Insieme a Daniel ha evitato la diffusione del gas velenoso contenuto in una delle stazioni del Progetto DHARMA.

## Biografia

### Prima dell'isola
Lavorando come spia per Benjamin Linus, Michael scopre che Charlotte ha due sorelle, è nata il 2 luglio del 1979 ad Essex in Inghilterra ed è cresciuta a Bromsgrove con i suoi genitori anche se nel finale della quarta stagione afferma di essere alla ricerca del luogo in cui è nata. Ha frequentato l'università di Kent dove ha ottenuto la possibilità di fare un dottorato in antropologia presso l'Università di Oxford.
Nell'unico flashback incentrato su di lei scopriamo che è interessata al Progetto DHARMA; infatti in una spedizione nel deserto del Sahara, in Tunisia, trova lo scheletro di un orso polare con al collo un collare con il simbolo del Progetto. Durante la spedizione legge su un quotidiano che sono stati ritrovati i resti del volo Oceanic 815 e ha difficoltà a crederci.
Charlotte è stata selezionata insieme a Daniel Faraday, Miles Straume e Frank Lapidus per una missione: catturare Benjamin Linus, che si trova sull'isola dove si è schiantato il volo Oceanic 815. Durante una tempesta di fulmini è costretta a paracadutarsi a
causa di un guasto dell'elicottero che doveva trasportarli sull'isola.

## Sviluppo del personaggio
Durante il casting, Charlotte viene descritta come una "attraente ragazza sulla ventina, precoce, loquace e divertente; un'accademica di successo che sa come farsi valere, ma che tuttavia abbia molte emozioni represse". Durante le audizioni, i produttori facevano provare scene inventate per far rimanere segreta l'identità e il ruolo che questo personaggio avrebbe avuto nella serie.
Alla fine i produttori scelsero Rebecca Mader per interpretare il personaggio perché "li ha conquistati con il suo charme, il suo aspetto e il suo carisma". Ripensando alla sua audizione, un produttore notò che tutti gli show che aveva precedentemente fatto la Mader erano della BBC, noto canale inglese quindi le chiese di rifare il provino, utilizzando questa volta un accento britannico. I produttori rimasero sbalorditi dall'accento usato dall'attrice tanto che decisero di cambiare la nazionalità del personaggio: da americana a inglese. Anche se ormai era ufficiale che sarebbe stata la Mader ad interpretare Charlotte, prima delle riprese non le avevano ancora dato il copione e lei sapeva solo che il suo personaggio era una sorta di "versione femminile di Indiana Jones".
Tuttora l'attrice, del suo personaggio, sa solo quello visto finora a Lost e avrebbe voluto che la sua storia venisse raccontata subito nella quarta stagione anche perché è arrivata sull'isola con la missione di catturare Ben, ma ha svelato di avere in realtà un altro scopo; quello cioè di trovare il luogo in cui è nata.

## Episodi dedicati a Charlotte
| Stagione | Titolo italiano | Titolo originale | Tipo di flash |
| -------- | --------------- | ---------------- | ------------- |
| 4        | Morte accertata | Confirmed Dead   | flashback     |